# Public Universal Friend
Public Universal Friend —acrónimo PUF, de nacimiento Jemima Wilkinson; 29 de noviembre de 1752 – 1 de julio de 1819— fue una figura estadounidense dedicada a la predicación. Nació en Cumberland, Rhode Island, en el seno de una familia cuáquera. Después de sufrir una enfermedad grave en 1776, afirmó haber muerto y haber renacido como evangelista sin género de nombre Public Universal Friend y evitó tanto su nombre de nacimiento como los determinantes de género. Con ropas andróginas, PUF predicó por todo el noreste de los Estados Unidos, atrayendo a muchos seguidores que se convirtieron en la Society of Universal Friends (Sociedad de Amigos Universales).
Su teología era muy similar a la de la mayoría de los cuáqueros. Hizo hincapié en el libre albedrío, se opuso a la esclavitud y propugnó la abstinencia sexual. Los miembros más comprometidos de la Sociedad de Amigos Universales fueron un grupo de mujeres solteras que asumieron roles de liderazgo en sus hogares y comunidades. En la década de 1790, los miembros de la Sociedad adquirieron terrenos en el oeste del estado de Nueva York, donde formaron la ciudad de Jerusalem, cerca de Penn Yan. La Sociedad de Amigos Universales dejó de existir en la década de 1860. Muchos escritores han retratado a PUF como una mujer, bien una estafadora o una pionera de los derechos de la mujer; otros han considerado a Public Universal Friend como una persona transgénero o no binaria y una figura en la historia trans.

## Primeros años de vida
Jemima Wilkinson nació el 29 de noviembre de 1752 en Cumberland, Rhode Island, como la octava hija de Amy (o Amey, de soltera, Whipple) y Jeremiah Wilkinson,:11–12 convirtiéndose en la cuarta generación de la familia en vivir en Estados Unidos. La niña recibió el nombre de Jemima en honor a Jemima, una de las hijas del bíblico Job. El bisabuelo de Jemima, Lawrence Wilkinson, era un oficial del ejército de Carlos I que había emigrado de Inglaterra alrededor de 1650 y participaba activamente en el gobierno colonial. Jeremiah Wilkinson era primo de Stephen Hopkins, el gobernador de la colonia durante mucho tiempo y firmante de la Declaración de Independencia. Jeremiah asistió al culto tradicional con la Sociedad de Amigos (los cuáqueros) en Smithfield Meeting House. El primer biógrafo David Hudson dice que Amy también fue miembro de la Sociedad durante muchos años,: 9  mientras que el biógrafo posterior Herbert Wisbey no encuentra evidencia de eso, pero cita a Moses Brown diciendo que el niño "nació así" debido a la afiliación de Jeremiah. Amy murió cuando Jemima tenía 12 o 13 años en 1764, poco después de dar a luz a un duodécimo hijo.
Jemima Wilkinson tenía cabello y ojos negros, y desde una edad temprana fue fuerte y atlética, convirtiéndose en una experta amazona cuando era niña, permaneciendo así en la edad adulta, y le gustaban los caballos enérgicos y asegurar que los animales recibieran un buen cuidado. Wilkinson era una lectora ávida y podía citar largos pasajes de la Biblia y textos cuáqueros prominentes de memoria. Poco más se sabe de forma fiable sobre la infancia de Wilkinson; algunos relatos tempranos, como el de Hudson, describen a Jemima Wilkinson como aficionada a la ropa fina y reacia al trabajo, pero no hay evidencia contemporánea de esto y Wisbey lo considera dudoso.: 11–12  El biógrafo Paul Moyer dice que puede haber sido inventado para encajar en una narración común en ese entonces de que las personas que experimentaron dramáticos despertares religiosos antes eran pecadores derrochadores.
A mediados de la década de 1770, Jemima Wilkinson comenzó a asistir a reuniones en Cumberland con los bautistas de la Nueva Luz que se habían formado como parte del Gran Despertar y enfatizaban la iluminación individual, y dejó de asistir a las reuniones de la Sociedad de Amigos, siendo disciplinada por eso en febrero de 1776 y repudiada por la Reunión de Smithfield en agosto. La hermana de Jemima Wilkinson, Patience, fue despedida al mismo tiempo por tener un hijo ilegítimo; los hermanos Stephen y Jeptha habían sido despedidos por la Sociedad pacifista en mayo de 1776 por entrenarse para el servicio militar. En medio de estos disturbios familiares y los más amplios de la Guerra de Independencia, insatisfecha con los bautistas de la Nueva Luz y rechazada por los principales cuáqueros, Jemima Wilkinson enfrentó mucho estrés en 1776.

## Conversión
En octubre de 1776, Jemima Wilkinson contrajo una enfermedad epidémica, muy probablemente tifus, y estuvo postrada en cama y al borde de la muerte con fiebre alta. Su familia llamó a un médico de Attleboro, a diez kilómetros de distancia, y los vecinos mantuvieron una vigilia nocturna. La fiebre cesó después de varios días. Más tarde, afirmó que Jemima Wilkinson había muerto, recibiendo revelaciones de Dios a través de dos arcángeles que proclamaron que había "Room, Room, Room, in the many Mansions of eternal glory for Thee and for everyone". Proclamó que el alma de Wilkinson había ascendido al Cielo y el cuerpo había sido reanimado con un nuevo espíritu encargado por Dios de predicar su palabra, el del "Public Universal Friend", describiendo ese nombre en las palabras de Isaías 62:2 como "un nombre nuevo que la boca de Jehová ha nombrado". El nombre hacía referencia a la designación que la Sociedad de Amigos usaba para los miembros que viajaban de comunidad en comunidad para predicar, "Amigos Públicos". En los siglos XVIII y XIX, algunos escritores dijeron que Wilkinson murió brevemente durante la enfermedad, o incluso que estuvo sin vida por un tiempo prolongado antes de levantarse dramáticamente de su ataúd, mientras que otros sugirieron que toda la enfermedad fue fingida. Los relatos del médico y otros testigos afirman que la enfermedad era real, pero ninguno dice que Wilkinson murió.
A partir de ese momento, la persona antes conocida como Jemima Wilkinson se negó a responder más a ese nombre, ignorando o castigando a quienes insistían en usarlo. Hudson dice que cuando los visitantes preguntaron el nombre de la persona a la que se dirigían, PUF simplemente citó Lucas 23:3 ("tú lo dices").: 118  Al identificarse como agénero, pidió que no se le mencionara con pronombres de género. Los seguidores respetaron estos deseos; se refirieron sólo como "Public Universal Friend" o formas cortas como "Friend" o "PUF", y muchos evitaron pronombres específicos de género incluso en diarios privados, mientras que otros usaron él. Cuando alguien le preguntó si era hombre o mujer, respondió "Soy el que soy", diciendo lo mismo a un hombre que criticaba su forma de vestir.
PUF se vestía de una manera percibida como andrógina o masculina, con túnicas clericales largas y holgadas que en su mayoría eran negras, y vestía un pañuelo o corbata blanca o morada alrededor del cuello como los hombres de la época. A su vez, no usaba un gorro de pelo en el interior, como las mujeres de la época, y al aire libre usaba sombreros de castor de ala ancha y copa baja de un estilo usado por los hombres cuáqueros. Los relatos sobre su "tono de voz femenino-masculino" variaron; algunos oyentes lo describieron como "claro y armonioso", o dijeron que habló "con soltura y facilidad", "claramente, aunque sin elegancia"; otros lo describieron como " gruñón y estridente", o como una "especie de croar, sobrenatural y sepulcral". Se decía que se movía con facilidad, libertad y modestia, y Ezra Stiles le describió como "decente, elegante y grave".

## Creencias, predicación y la Sociedad de Amigos Universales

El "Sello de Public Universal Friend"

Con su nueva identidad, Public Universal Friend comenzó a viajar y predicar por todo Rhode Island, Connecticut, Massachusetts y Pensilvania acompañado por el hermano Stephen y las hermanas Deborah, Elizabeth, Marcy, y Patience, quienes fueron repudiados por la Sociedad de Amigos. Al principio predicó que las personas necesitaban arrepentirse de sus pecados y ser salvas antes de un Día del Juicio inminente. Según Abner Brownell, la predicadora predijo que el cumplimiento de algunas profecías del Apocalipsis comenzaría alrededor de abril de 1780, 42 meses después de que PUF comenzara a predicar, e interpretó el Día Oscuro de Nueva Inglaterra en mayo de 1780 como el cumplimiento de esa predicción. Según un periódico de Filadelfia, los seguidores posteriores, Sarah Richards y James Parker, se creían los dos testigos mencionados en el Apocalipsis y, en consecuencia, vestían de cilicio durante un tiempo.
PUF no traía una Biblia a las reuniones de adoración, que inicialmente se llevaban a cabo al aire libre o en casas de reunión prestadas, sino que predicaba largas secciones de las Escrituras de memoria. Las reuniones atrajeron a grandes audiencias, incluidos algunos que formaron una congregación de "Amigos Universales", lo que le convirtió en el primer estadounidense en fundar una comunidad religiosa. Estos seguidores incluían aproximadamente la misma cantidad de mujeres y hombres que eran predominantemente menores de 40 años. La mayoría eran de origen cuáquero, aunque los principales cuáqueros desalentaron y disciplinaron a los miembros por asistir a reuniones con PUF. De hecho, la Sociedad de Amigos le había repudiado, desaprobando lo que William Savery consideraba "el orgullo y la ambición de distinguirse del resto de la humanidad". Los cuáqueros libres, repudiados por la principal Sociedad de Amigos por participar en la Guerra de Independencia de los Estados Unidos, fueron particularmente comprensivos y abrieron lugares de reunión para los Amigos Universales, apreciando que muchos de ellos también habían simpatizado con la causa patriota, incluidos los miembros de la familia de PUF.
Los periódicos y folletos populares cubrieron sus sermones en detalle a mediados de la década de 1780, y varios periódicos de Filadelfia fueron particularmente críticos; fomentaron suficiente oposición como para que multitudes ruidosas se reunieran afuera de cada lugar donde le predicadore se quedó o habló en 1788. La mayoría de los artículos se enfocaban más en el género ambiguo del predicador que en la teología, que era muy similar a las enseñanzas de la mayoría de los predicadores cuáqueros; una persona que escuchó a Public Universal Friend en 1788 dijo: "Por el informe común, esperaba escuchar algo extraño en la doctrina, lo cual no es el caso, de hecho [yo] escuché nada más que lo que es común entre los predicadores" en las principales iglesias cuáqueras. La teología de  Public Universal Friend era tan similar a la de la corriente principal de los cuáqueros que uno de los dos trabajos publicados asociados con su persona fue un plagio de las Obras de Isaac Penington porque, según Abner Brownell, PUF sintió que los sentimientos tendrían más resonancia si se volvía a publicar a nombre de Public Universal Friend. Los Amigos Universales también usaron un lenguaje similar al de la Sociedad de Amigos, usando thee y thou en lugar del singular you. Public Universal Friend rechazó las ideas de predestinación y elección, sostuvo que cualquiera, independientemente del género, podía tener acceso a la luz de Dios y que Dios hablaba directamente a las personas que tenían libre albedrío para elegir cómo actuar y creer, y creía en la posibilidad de salvación universal. Al pedir la abolición de la esclavitud,persuadió a los seguidores que tenían a las personas en esclavitud para que las liberaran. Varios miembros de la congregación de Amigos Universales eran negros y actuaron como testigos de los documentos de manumisión.PUF predicaba la humildad y la hospitalidad hacia todos; mantuvo las reuniones religiosas abiertas al público, y alojó y alimentó a los visitantes, incluidos los que acudían sólo por curiosidad y los indígenas, con quienes la predicadora generalmente tenía una relación cordial. Tenía pocas posesiones personales, en su mayoría dadas por seguidores, y nunca tuvo bienes inmuebles excepto en fideicomiso.
Predicó la abstinencia sexual y desfavoreció el matrimonio, pero no vio el celibato como obligatorio y aceptó el matrimonio, especialmente como preferible a romper la abstinencia fuera del matrimonio. La mayoría de los seguidores se casaron, pero la porción que no lo hizo estaba significativamente por encima del promedio nacional de la época. En su actividad predicadora también sostuvo que las mujeres deberían "obedecer a Dios antes que a los hombres", y los seguidores más comprometidos incluían aproximadamente cuatro docenas de mujeres solteras conocidas como la Hermandad Fiel que asumieron roles de liderazgo del tipo que a menudo estaban reservados para hombres. La proporción de hogares encabezados por mujeres en los asentamientos de la Sociedad (20%) era mucho mayor que en las áreas circundantes.
Alrededor de 1785, Public Universal Friend conoció a Sarah y Abraham Richards. El infeliz matrimonio de los Richards terminó en 1786, cuando Abraham murió durante una de sus visitas. Sarah, junto con su hija pequeña, se instalaron con ,Public Universal Friend, adoptaron un peinado, un vestido y gestos igualmente andróginos (al igual que algunas otras amigas cercanas), y llegaron a llamarse Sarah Friend. Public Universal Friend confió a Richards la tenencia de la propiedad de la sociedad en fideicomiso, y la envió a predicar en una parte del país mientras él estaba en otra. Richards participó en gran medida en la planificación y construcción de la casa en la que ella y la predicadora vivían en la ciudad de Jerusalem, y cuando murió en 1793, dejó a su hijo a su cuidado.
En octubre de 1794, Public Universal Friend y varios seguidores cenaron con Thomas Morris (hijo del financiero Robert Morris ) en Canandaigua por invitación de Timothy Pickering, y le acompañaron a conversaciones con los iroqueses destinadas a producir el Tratado de Canandaigua. Con el permiso de Pickering y un intérprete pronunció un discurso ante los funcionarios del gobierno de los Estados Unidos y los jefes iroqueses sobre "la importancia de la paz y el amor", que fue del agrado de los iroqueses.

## Asentamiento de Gore y Jerusalem, y cuestiones legales
A mediados de la década de 1780, PUF comenzó a planificar una ciudad para ellos en el oeste de Nueva York. A fines de 1788, los miembros de vanguardia de la Sociedad habían establecido un asentamiento en el área del río Genesee ; en marzo de 1790, estaba lo suficientemente listo como para que el resto de los Amigos Universales se unieran a él, convirtiéndola en la comunidad no nativa más grande del oeste de Nueva York. Sin embargo, surgieron problemas. James Parker pasó tres semanas en 1791 solicitando al gobernador y la oficina de tierras de Nueva York en nombre de la Sociedad para obtener un título de propiedad de la tierra que los Amigos habían establecido, pero mientras que la mayoría de los edificios y otras mejoras que los Amigos Universales se hicieron estaban al este de la línea de preferencia inicial y, por lo tanto, en Nueva York, cuando se volvió a inspeccionar la línea en 1792, al menos 25 casas y granjas estaban ahora al oeste de ella, fuera del área otorgada por Nueva York, y los residentes se vieron obligados a recomprar sus tierras de la Asociación Pulteney. La ciudad, que había sido conocida como Asentamiento de PUF, por lo tanto pasó a llamarse el Gore.
Además, las tierras estaban en el tramo en el que Phelps y Gorham incumplieron, que fue revendido al financiero Robert Morris y luego a la Asociación Pulteney, especuladores británicos ausentes. Cada cambio de manos hizo subir los precios, al igual que la afluencia de nuevos colonos atraídos por las mejoras de la Sociedad en la zona. La comunidad carecía de un título sólido de suficiente tierra para todos sus miembros, y algunos se fueron. Otros querían beneficiarse tomando posesión de la tierra para sí mismos, incluidos Parker y William Potter. Para abordar el primero de estos problemas, los miembros de la Sociedad de Amigos Universales habían asegurado algunos sitios alternativos. Abraham Dayton adquirió una gran área de tierra en Canadá del gobernador John Graves Simcoe, aunque Sarah Richards persuadió a Jemina para que no se mudara tan lejos. Por separado, Thomas Hathaway y Benedict Robinson habían comprado un sitio en 1789 a lo largo de un arroyo al que llamaron Brook Kedron que desembocaba en el lago Crooked (lago Keuka). La nueva ciudad que los Amigos Universales comenzaron allí pasó a llamarse Jerusalem.
El segundo problema, sin embargo, llegó a un punto crítico en el otoño de 1799. El juez William Potter, el magistrado del condado de Ontario, James Parker, y varios antiguos seguidores desilusionados lideraron varios intentos de arrestar a PUF por blasfemia, que algunos escritores argumentan fue motivado por desacuerdos sobre la propiedad de la tierra y el poder. Un oficial trató de capturarle mientras viajaba con Rachel Malin en el Gore, pero PUF, hábil jinete, logró escapar. Más tarde, el oficial y un asistente intentaron arrestar a la predicadora en su casa en Jerusalem, pero las mujeres de la casa echaron a los hombres y les rasgaron la ropa. Un tercer intento fue cuidadosamente planeado por un grupo de treinta hombres que rodearon la casa después de la medianoche, derribaron la puerta con un hacha e intentaron llevársela en una carreta de bueyes. Un médico que había venido con la pandilla declaró que  estaba en un estado de salud demasiado malo para su traslado, y acordaron que comparecería ante un tribunal del condado de Ontario en junio de 1800, pero no ante el juez Parker. Cuando compareció ante el tribunal, dictaminó que no se había cometido ningún delito procesable y le invitó a dar un sermón hacia los asistentes.

## Muerte y legado
La salud de Public Universal Friend  había ido decayendo desde el cambio de siglo; en 1816 había comenzado a sufrir de un doloroso edema, pero continuó recibiendo visitas y dando sermones.  Dio un último sermón regular en noviembre de 1818 y predicó por última vez en el funeral de la hermana Patience Wilkinson Potter en abril de 1819.

Public Universal Friend murió el 1 de julio de 1819; el libro de defunciones de la congregación registra "25 minutos después de las 2 en punto, Public Universal Friend se fue de aquí". De acuerdo con sus deseos, después solo se llevó a cabo una reunión regular y ningún funeral. El cuerpo fue colocado en un ataúd con una ventana de vidrio ovalada en la parte superior, enterrado cuatro días después de la muerte en una gruesa bóveda de piedra en el sótano de su casa. Varios años más tarde, el ataúd fue retirado y enterrado en una tumba sin nombre de acuerdo con sus preferencias. Los obituarios aparecieron en periódicos de todo el este de los Estados Unidos. Los seguidores cercanos permanecieron fieles, pero ellos también murieron con el tiempo; el número de la congregación disminuyó debido a su incapacidad para atraer nuevos conversos en medio de una serie de desacuerdos legales y religiosos. La Sociedad de Amigos Universales desapareció en la década de 1860.

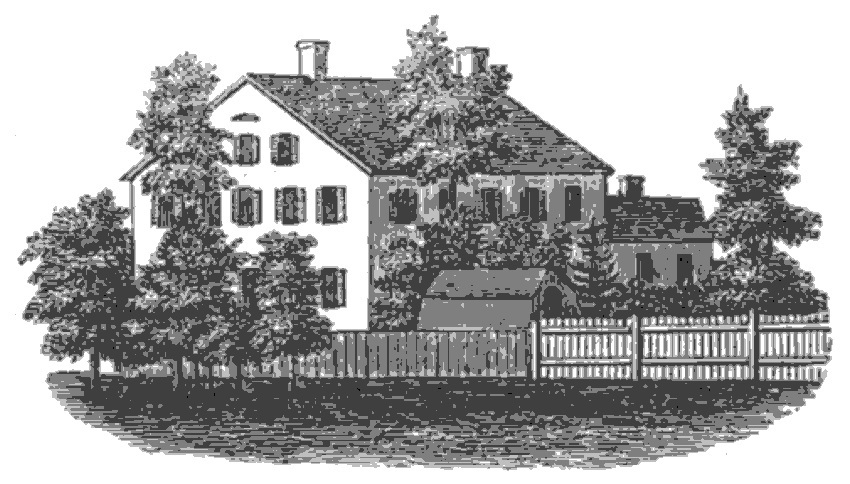
Vista sur de la Casa de PUF (grabado de 1842)

El Hogar de Public Universal Friend y la cámara funeraria temporal se encuentran en la ciudad de Jerusalem, y están incluidos en el Registro Nacional de Lugares Históricos. Se cree que está ubicado en el mismo brazo del lago Keuka que el lugar de nacimiento del jefe Séneca Red Jacket, pero se disputa su lugar de nacimiento. Los museos de la Sociedad Histórica y Genealógica del Condado de Yates en Penn Yan exhiben el retrato, la Biblia, el carruaje, el sombrero, la silla de montar y sus documentos de la Sociedad de Amigos Universales. Todavía en la década de 1900, los habitantes de Little Rest, Rhode Island, llamaron a una especie de hierba del género Solidago Jemima porque su aparición en la ciudad coincidió con la primera visita de la predicadora a la zona en la década de 1770.
Public Universal Friend y sus seguidores fueron pioneros en el área entre los lagos Seneca y Keuka. La Sociedad de Amigos Universales erigió un molino de cereales en Dresde.

## Interpretaciones y leyendas
Aunque Public Universal Friend se identificó como una persona sin género —ni hombre ni mujer—, muchos escritores le han retratado como una mujer misteriosa que engañó y manipuló a los seguidores o como una líder pionera que fundó varios pueblos en los que las mujeres estaban facultadas para asumir roles a menudo reservados a los hombres. El primer punto de vista fue adoptado por muchos escritores en los siglos XVIII y XIX, incluido David Hudson, cuya biografía hostil e inexacta (escrita para influir en un caso judicial sobre la tierra de la Sociedad) fue influyente durante mucho tiempo. Estos escritores hicieron circular mitos falsos  sobre el personaje mandando despóticamente a los seguidores o desterrándolos durante años, haciendo que los seguidores casados se divorciaran, tomando sus propiedades, o incluso intentando sin lograrlo resucitar a los muertos o caminar sobre el agua; no hay evidencia contemporánea para estas historias, y las personas que le conocían,  incluidas algunas que nunca fueron seguidoras, dijeron que los rumores eran falsos.
Otra historia comenzó en una reunión de 1787, después de la cual Sarah Wilson dijo que Abigail Dayton trató de estrangular a Wilson mientras dormía, pero ahogó a su compañera de cama Anna Steyers por error. Steyers negó que hubiera sucedido nada, y otros presentes atribuyeron los temores de Wilson a una pesadilla. Sin embargo, los periódicos de Filadelfia publicaron una versión embellecida de la acusación y varios seguimientos, y los críticos alegaron que el ataque debió de haber tenido la aprobación de Public Universal Friend y la historia finalmente se transformó en una en la que PUF (que estaba en un estado diferente en ese momento) estranguló a Wilson. Una acusación generalizada que provocó mucha hostilidad fue la acusación de que la predicadora afirmaba ser Jesús;  Public Universal Friend y los Amigos Universales negaron repetidamente esta acusación.
Los escritores modernos a menudo le han retratado como una figura pionera en la historia de los derechos de la mujer (una visión adoptada por Susan Juster y Catherine Brekus) o en la historia transgénero (una visión explorada por Scott Larson y Rachel Hope Cleves). El historiador Michael Bronski dice que Public Universal Friend no habría sido llamado transgénero o travesti "según los estándares y el vocabulario" de la época, pero le ha llamado un "evangelista transgénero". Juster llama a PUF un "travestido espiritual" y dice que los seguidores consideraban que su ropa andrógina era congruente con el espíritu sin género que creían que la animaba.
Juster y otros afirman que, para los seguidores, Public Universal Friend puede haber encarnado la declaración de Pablo en Gálatas 3:28 de que "no hay varón ni mujer" en Cristo. Catherine Wessinger, Brekus y otros afirman que desafió la idea de género como binario y como natural, esencial o innato, aunque Brekus y Juster argumentan que, en realidad, reforzaba los puntos de vista de la superioridad masculina al "vestirse como un hombre" e insistir repetidamente en no ser mujer. Scott Larson, en desacuerdo con las narrativas que le representan como mujer, escribe que Public Universal Friend puede entenderse como un capítulo en la historia trans "antes de lo transgénero". Bronski le cita como un caso raro de uno de los primeros estadounidenses que se identificó públicamente como persona no binaria.
El ensayo de T. Fleischmann "El tiempo es la cosa por la que se mueve el cuerpo" examina la narrativa de Public Universal Friend con la mirada puesta en la naturaleza colonizadora del evangelismo en los colonos.